# St. Martin (Medelsheim)

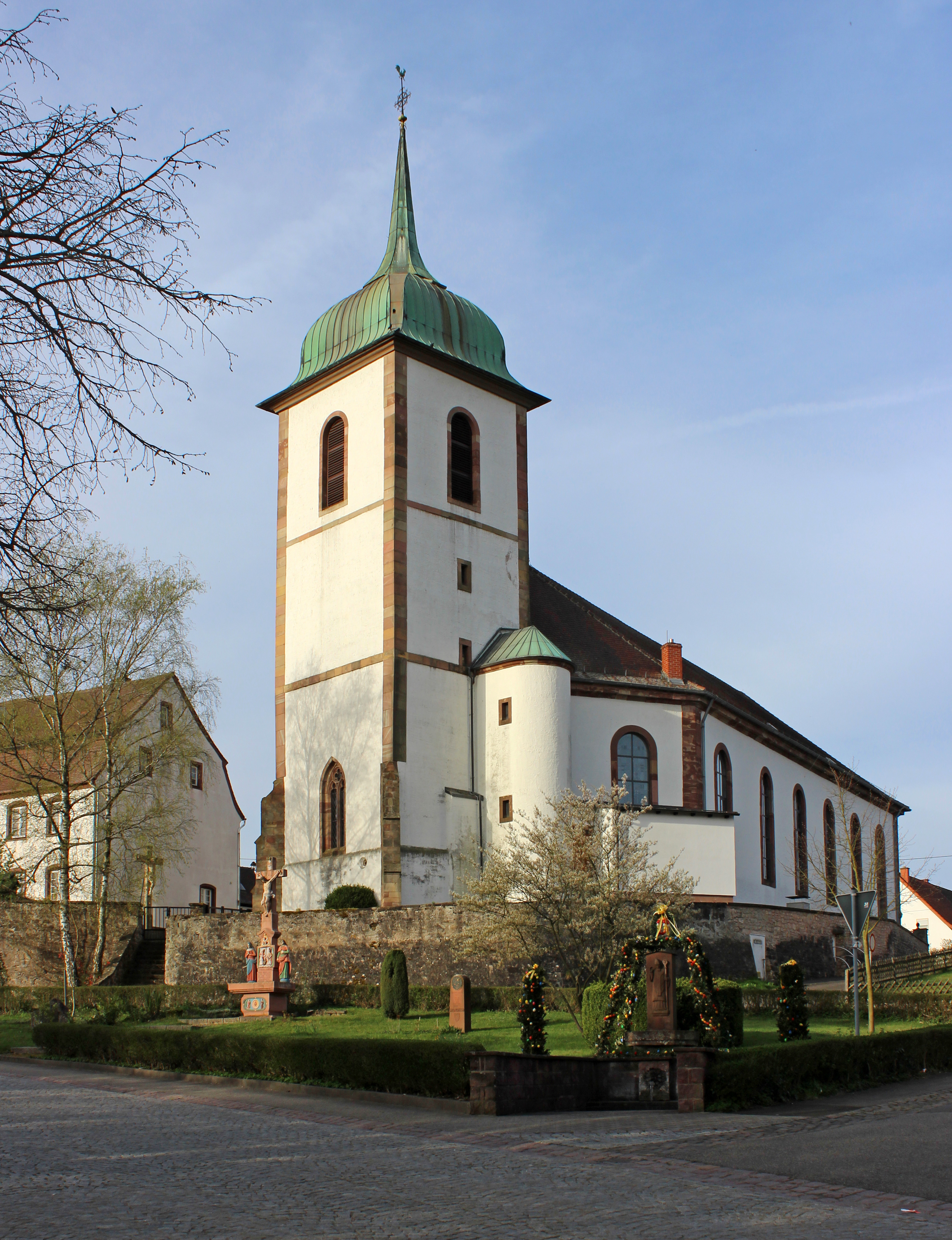
Die Pfarrkirche St. Martin in Medelsheim

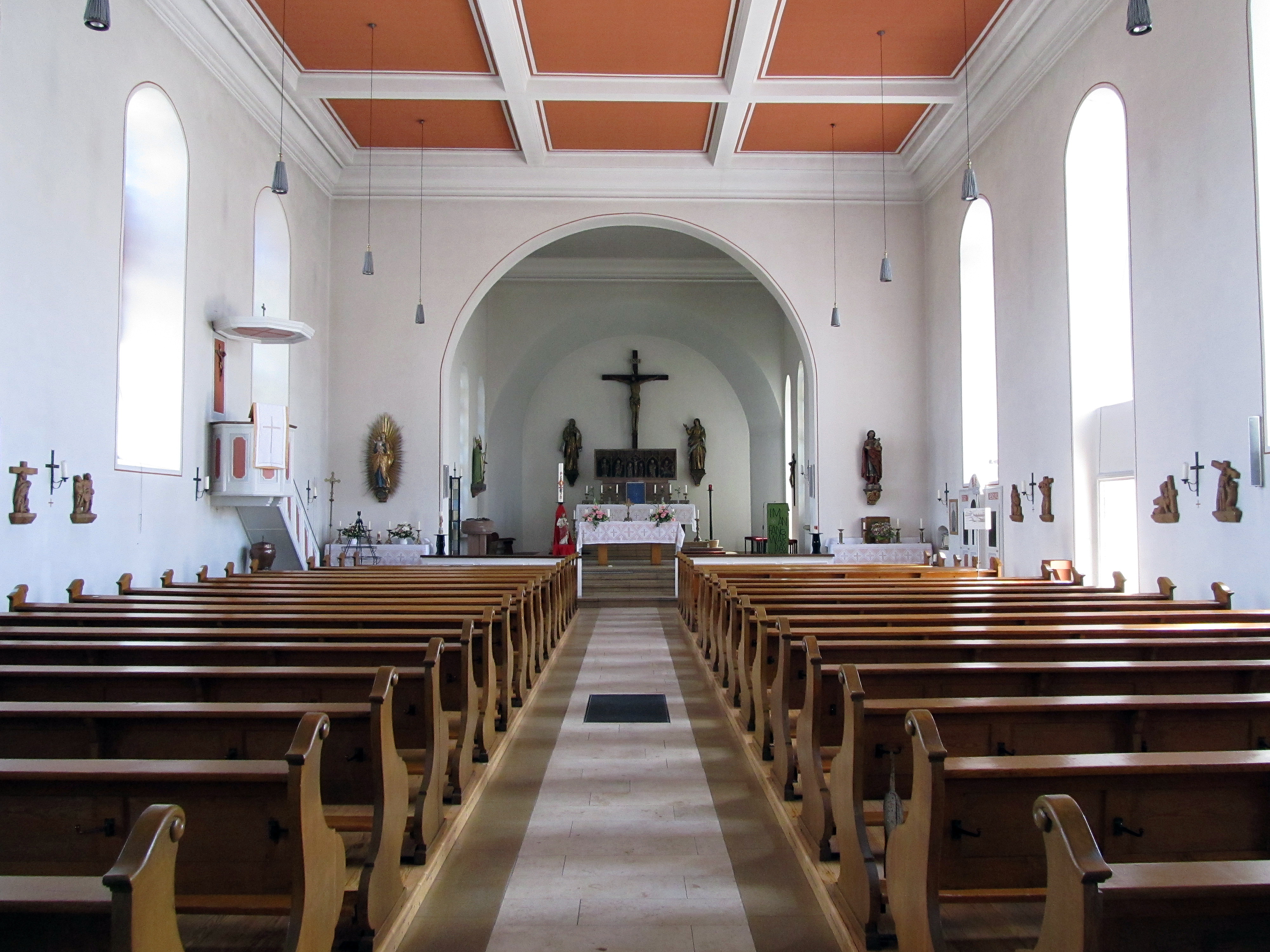
Blick ins Innere der Kirche

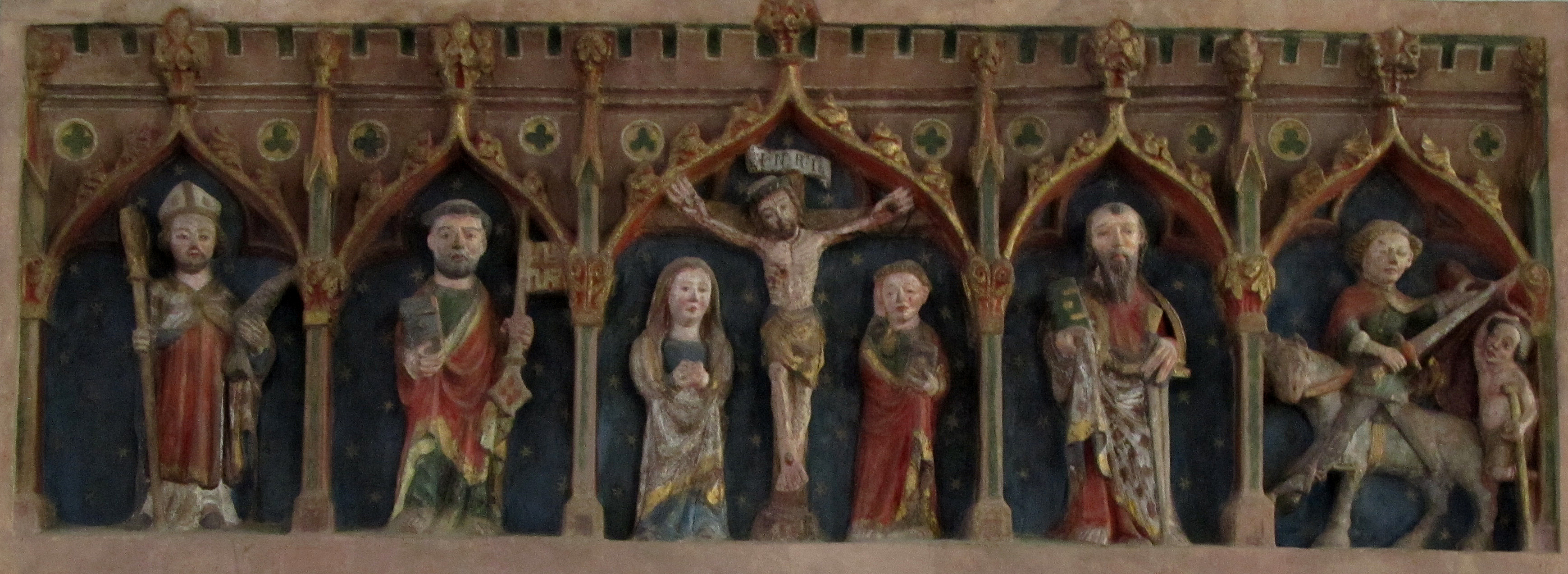
Gotisches Altarretabel, geschaffen vermutlich um 1430

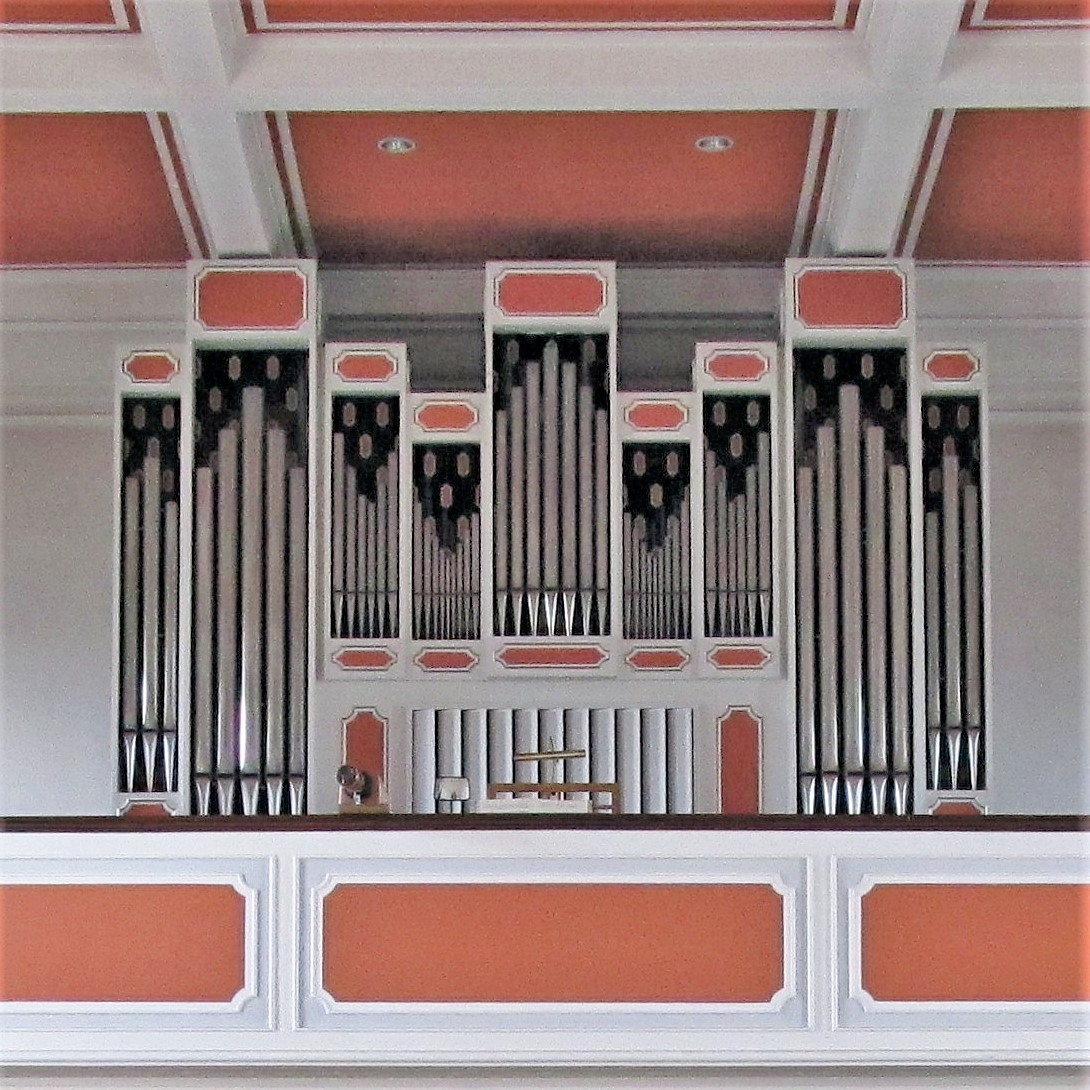
Blick vom Altarraum in Richtung Empore und Orgelprospekt

Die Kirche St. Martin ist eine katholische Pfarrkirche in Medelsheim, einem Ortsteil der Gemeinde Gersheim. Das Kirchengebäude gilt als Wahrzeichen und Namensgeber der als „Parr“ („Pfarrei“) bezeichneten Landschaft, in der Medelsheim liegt. Kirchenpatron ist der heilige Martin.

## Geschichte
Vorgängerbau der heutigen Kirche war ein gotisches Gotteshaus, das um 1350 errichtet wurde und Ersatzbau für einen älteren Sakralbau war, der in fränkische Zeit zurückreichte.
Das gotische Kirchengebäude überstand den Dreißigjährigen Krieg, in dem Medelsheim verwüstet wurde, musste aber 1772 wegen Baufälligkeit und raschem Bevölkerungswachstums einem Neubau im Barockstil Platz machen. Mit Ausnahme des Chores, der nun als Sakristei diente, wurde die gotische Kirche abgebrochen. Am 24. April 1774 erfolgte die Grundsteinlegung der neuen Kirche von Medelsheim, das seit 1656 zur leyenschen Herrschaft Blieskastel gehörte, durch Philipp von der Leyen, den siebenjährigen Sohn des regierenden Reichsgrafen Franz Karl von der Leyen. Im Zuge der Baumaßnahmen wurde der ehemalige Chor um zwei Stockwerke zu einem Turm aufgestockt. Am 5. August 1776 fand die Einweihung der neuen Kirche statt.
Am 13. September 1939, kurz nach Ausbruch des Zweiten Weltkrieges, brannte die Kirche infolge des deutschen Artilleriebeschusses völlig aus, was auch das wertvolle Barockinventar aus der Erbauungszeit vernichtete. Lediglich die Umfassungsmauern des Kirchenschiffes und des Turms blieben stehen. Weitere Schäden erlitt die Ruine in den Winterkämpfen 1944/45.
1947 begannen die Vorbereitungen zum Wiederaufbau der zerstörten Kirche. Der Turm erhielt ein Notdach. Am 9. November 1948 konnte das Richtfest gefeiert werden, und am 16. Oktober 1949 erfolgte durch den Speyerer Bischof Joseph Wendel die Weihe der wieder aufgebauten Kirche. 1951 erhielt das mit unzähligen Splitterlöchern übersäte Außenmauerwerk einen neuen Außenputz. 1953 erfolgten eine Aufstockung des Turmes um weitere 2,50 Meter und die Ersetzung des Notdachs durch einen kupfernen Turmhelm. Am 27. März 1955 wurden die vier neuen, von der französischen Glockengießerei Paccard in Annecy gegossenen Glocken geweiht.
In der Denkmalliste des Saarlandes ist die Kirche als Einzeldenkmal aufgeführt.

## Das Kircheninnere
In der Sakristei, dem Chor der früheren gotischen Kirche, hatten sich während des Zweiten Weltkrieges durch Witterungseinflüsse Kalkschichten gelöst. Dabei kamen gotische Fresken aus dem 14. Jahrhundert zum Vorschein. 1954 wurden Konservierungsarbeiten an den Fresken durchgeführt, bei denen auch das gotische Sakramentshäuschen mit kleinem Gewölbe und ein Okulusfenster freigelegt wurden. Eine neuerliche grundlegende Restaurierung und Konservierung erfolgte 2001/02. Im Zuge dieser Arbeiten wurde an der Kirchennordseite eine neue Sakristei angebaut, um die Wand- und Gewölbemalereien vor weiteren Beeinträchtigungen zu schützen.
Eine Besonderheit stellt das gotische, vermutlich um 1430 geschaffene Altarretabel dar, ein Werk von sehr hohem Stellenwert im gesamten südwestdeutschen Raum. Das Retabel wurde 1956 in der Medelsheimer Kreuzkapelle entdeckt und auf dem Hochaltar der Kirche aufgestellt, nachdem im Rahmen der Restaurierung die ursprüngliche farbige Fassung freigelegt wurde.

## Orgel
1801 erwarb Pfarrer Wenzeslaus Schindelar die Orgel des nach der französischen Revolution aufgelösten Augustinerklosters Saarlouis. Sie besaß 21 Register, verteilt auf zwei Manuale und Pedal, und war seitenspielig angelegt. Das Instrument verbrannte 1939 mit der Kirche.
Nach dem Neubau der Kirche kaufte die Gemeinde 1961 eine 14-registrige Orgel, die Friedrich Weigle (Echterdingen) 1924 mit pneumatischen Membranladen für die katholische Kirche Labach im Landkreis Südwestpfalz gebaut hatte.
Die heutige Orgel stammt von der Firma Hugo Mayer Orgelbau (Heusweiler) und wurde am 5. Oktober 1985 geweiht. Das Instrument, das auf der Empore steht und einen freistehenden Spieltisch besitzt, verfügt über 21 Register, verteilt auf zwei Manuale und Pedal. Die Windladen sind mechanische Schleifladen mit elektrischer Spiel- und Registertraktur.
| I Hauptwerk C–g3 |             |       |
| 1.               | Principal   | 8′    |
| 2.               | Koppelflöte | 8′    |
| 3.               | Octave      | 4′    |
| 4.               | Rohrflöte   | 4′    |
| 5.               | Nazard      | 2 ⁄3′ |
| 6.               | Doublette   | 2′    |
| 7.               | Mixtur IV-V | 1 ⁄3′ |
| 8.               | Trompete    | 8′    |

| II Schwellwerk C–g3 |                |       |
| 9.                  | Holzflöte      | 8′    |
| 10.                 | Salicional     | 8′    |
| 11.                 | Spillpfeife    | 4′    |
| 12.                 | Sesquialter II |       |
| 13.                 | Principal      | 2′    |
| 14.                 | Sifflet        | 1 ⁄3′ |
| 15.                 | Scharf III     | 1′    |
| 16.                 | Oboe           | 8′    |
|                     | Tremulant      |       |

| Pedal C–f1 |           |     |
| 17.        | Subbaß    | 16′ |
| 18.        | Principal | 8′  |
| 19.        | Gedeckt   | 8′  |
| 20.        | Choralbaß | 4′  |
| 21.        | Fagott    | 16′ |

- Koppeln: II/I, I/P, II/P
- Spielhilfen: zwei freie Kombinationen, Tutti, Zungeneinzelabsteller